# Entrenador del Año de la NBA
El Entrenador del Año de la NBA (National Basketball Association's Coach of the Year) es un premio anual otorgado por la NBA desde la temporada 1961-62. El ganador recibe el trofeo Red Auerbach, nombrado en honor al entrenador que lideró a Boston Celtics a nueve campeonatos de la NBA desde 1956 hasta 1966. El ganador es seleccionado a final de la temporada regular por un jurado de periodistas deportivos de los Estados Unidos y Canadá, cada uno de ellos emitiendo un voto para el primer, segundo y tercer lugar. Cada voto para la primera posición vale cinco puntos, para la segunda posición vale tres puntos y para la tercera posición vale un punto. El entrenador con mayor número de votos totales, independientemente del número de votos de primera posición, gana el premio.
Desde su creación, el premio ha sido otorgado a 40 entrenadores diferentes. Gregg Popovich, Don Nelson y Pat Riley han ganado el premio a mejor entrenador en tres ocasiones, mientras que Gene Shue, Bill Fitch, Hubie Brown, Cotton Fitzsimmons, Mike D'Antoni, Mike Budenholzer, Tom Thibodeau y Mike Brown lo han conseguido en dos ocasiones. Pat Riley es el único entrenador que ha ganado el premio en tres equipos diferentes (Los Angeles Lakers, New York Knicks y Miami Heat), mientras que Popovich es el único que ha logrado tres premios con el mismo equipo (San Antonio Spurs).
Larry Bird es el único ganador del premio que también ha sido nombrado MVP de la Temporada como jugador. Bill Sharman y Lenny Wilkens son los únicos ganadores del galardón que forman parte del Basketball Hall of Fame como jugador y como entrenador. Johnny Kerr es el único técnico que ha ganado el premio con un balance negativo (33-48 con Chicago Bulls en 1966-67), pero fue honrado por haber guiado a los Bulls a los Playoffs de la NBA en su primera temporada en la liga. En la temporada 2019-20 Nick Nurse ganó este galardón en su segunda temporada como entrenador en la liga con los Toronto Raptors y, al hacerlo, se convierte en el primero en ganarlo en la NBA y haber entrenado anteriormente en la G-League (a los Iowa Energy, ahora Iowa Wolves). El entrenador Mike Brown consiguió su segundo galardón a mejor entrenador en la temporada 2022-23, siendo el único que lo ha obtenido de forma unánime al obtener la totalidad de los votos como primera opción.

## Ganadores

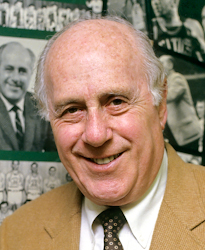
Red Auerbach ganó el premio en la temporada 1964-65.

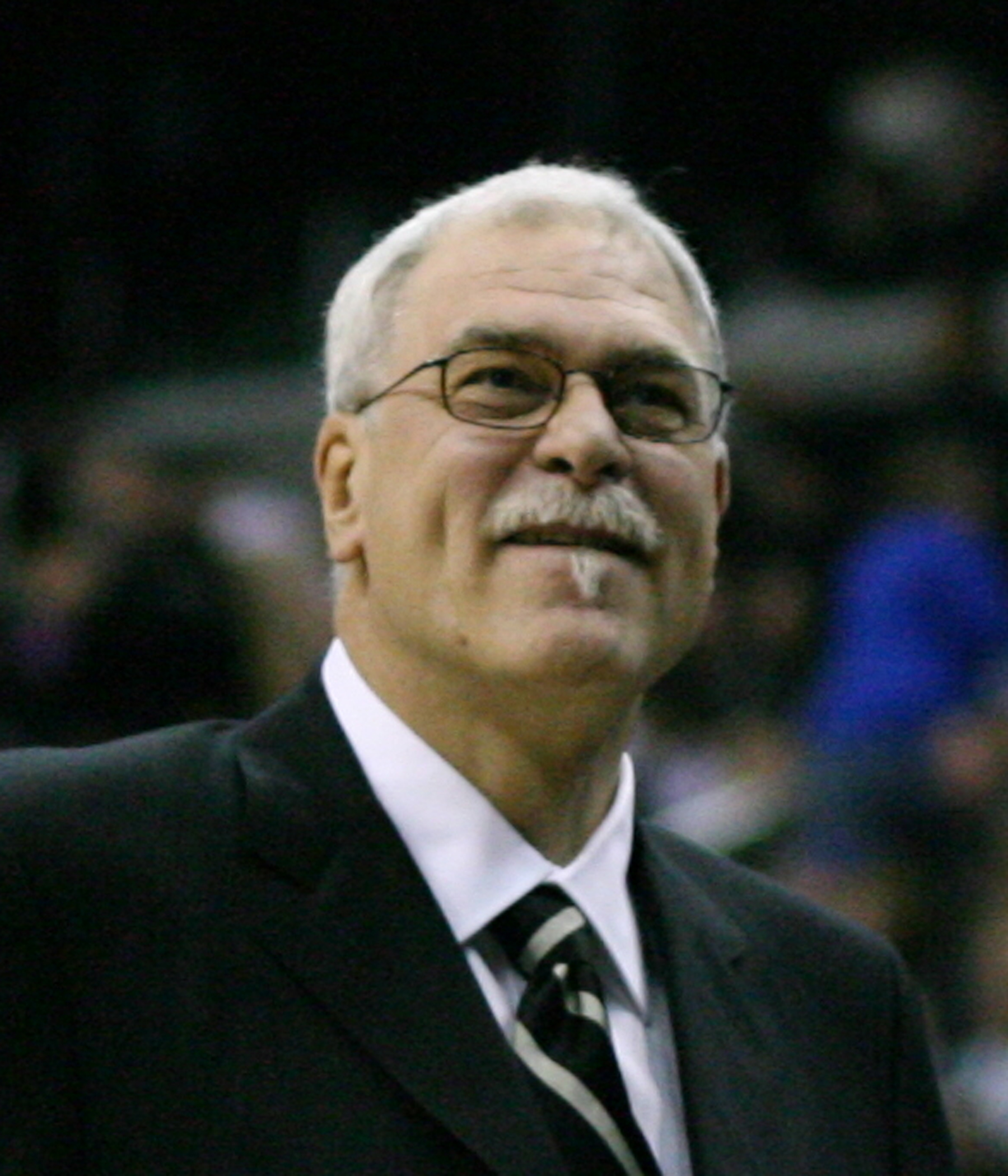
Phil Jackson ganó el premio en la temporada 1995-96.

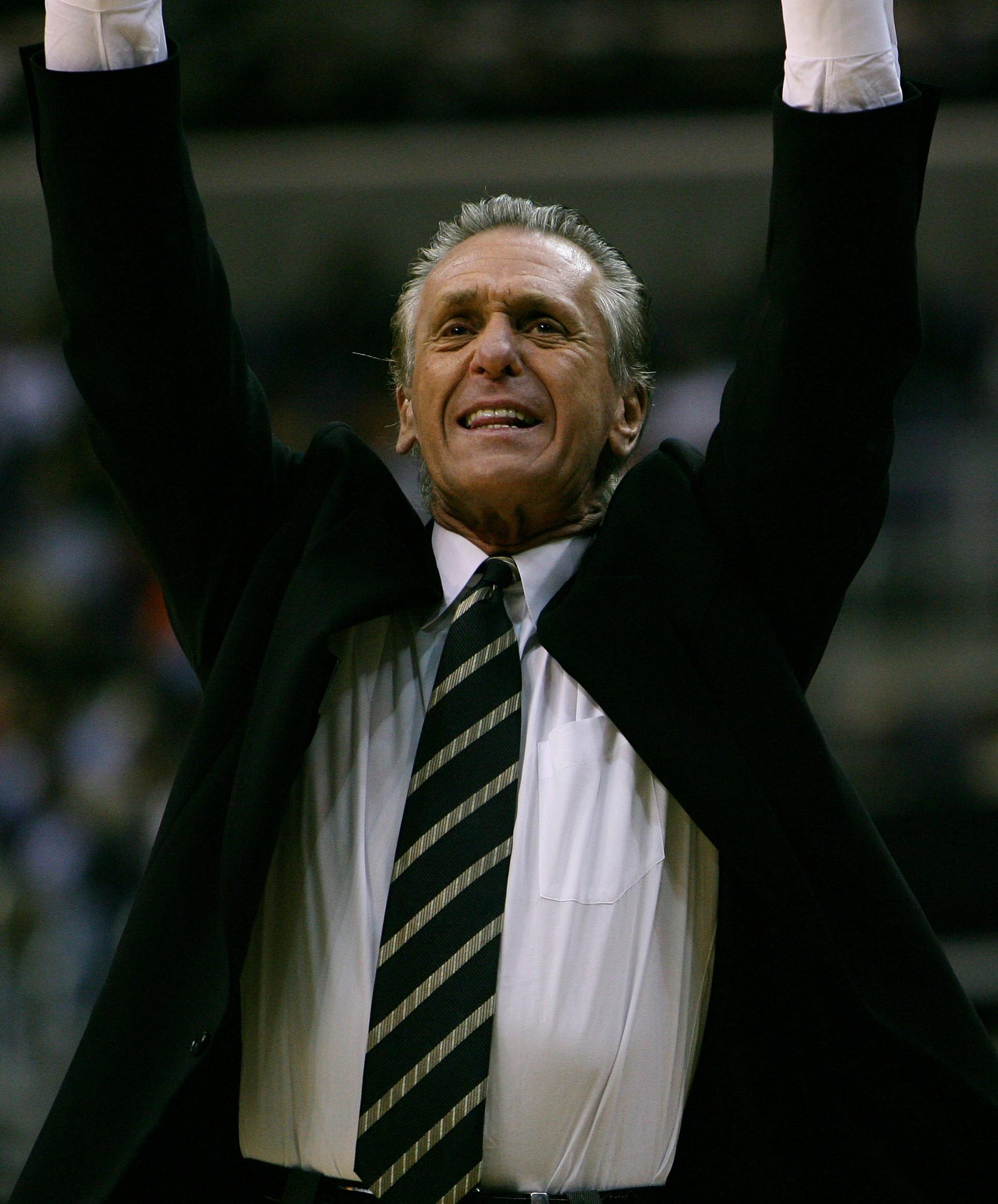
Pat Riley es el único entrenador que ha ganado el premio a mejor entrenador con tres equipos distintos.

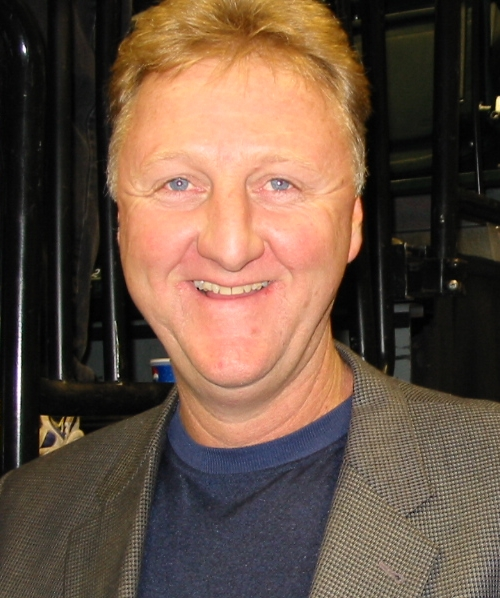
Larry Bird ganó el premio en la temporada 1997-98 y es el único que también ha sido nombrado MVP de la Temporada como jugador.

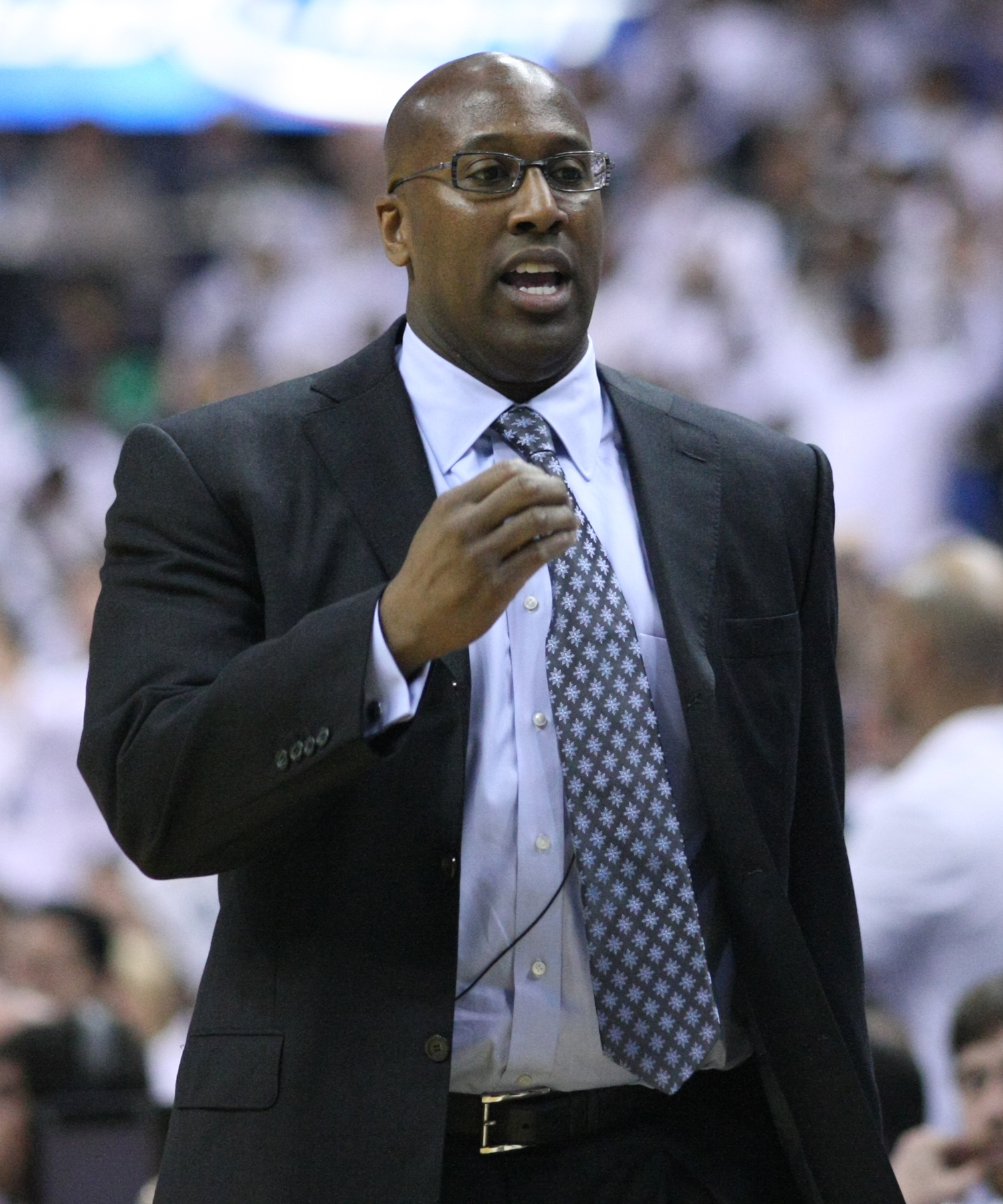
Mike Brown ganó el premio en la temporada 2008-09 y en la 2022-23.

|     | Elegido en el Basketball Hall of Fame como entrenador       |
|     | Su equipo se proclamó Campeón de la NBA esa misma temporada |
|     | Ejerce como entrenador jefe de la NBA en la actualidad      |
| G–P | Victorias-derrotas esa temporada                            |
| (#) | Número de veces que el entrenador ha ganado el premio       |

| Temporada | Entrenador             | Nacionalidad   | Equipo                      | G–P   |
| --------- | ---------------------- | -------------- | --------------------------- | ----- |
| 1962–63   | Harry Gallatin         | Estados Unidos | St. Louis Hawks (1)         | 48–32 |
| 1963–64   | Alex Hannum            | Estados Unidos | San Francisco Warriors (1)  | 48–32 |
| 1964–65   | Red Auerbach           | Estados Unidos | Boston Celtics (1)          | 62–18 |
| 1965–66   | Dolph Schayes          | Estados Unidos | Philadelphia 76ers (1)      | 55–25 |
| 1966–67   | Johnny Kerr            | Estados Unidos | Chicago Bulls (1)           | 33–48 |
| 1967–68   | Richie Guerin          | Estados Unidos | St. Louis Hawks (2)         | 56–26 |
| 1968–69   | Gene Shue (1)          | Estados Unidos | Baltimore Bullets (1)       | 57–25 |
| 1969–70   | Red Holzman            | Estados Unidos | New York Knicks (1)         | 60–22 |
| 1970–71   | Dick Motta             | Estados Unidos | Chicago Bulls (2)           | 51–31 |
| 1971–72   | Bill Sharman           | Estados Unidos | Los Angeles Lakers (1)      | 69–13 |
| 1972–73   | Tom Heinsohn           | Estados Unidos | Boston Celtics (2)          | 68–14 |
| 1973–74   | Ray Scott              | Estados Unidos | Detroit Pistons (1)         | 52–30 |
| 1974–75   | Phil Johnson           | Estados Unidos | Kansas City-Omaha Kings (1) | 44–38 |
| 1975–76   | Bill Fitch (1)         | Estados Unidos | Cleveland Cavaliers (1)     | 49–33 |
| 1976–77   | Tom Nissalke           | Estados Unidos | Houston Rockets (1)         | 49–33 |
| 1977–78   | Hubie Brown (1)        | Estados Unidos | Atlanta Hawks (3)           | 41–41 |
| 1978–79   | Cotton Fitzsimmons (1) | Estados Unidos | Kansas City Kings (2)       | 48–34 |
| 1979–80   | Bill Fitch (2)         | Estados Unidos | Boston Celtics (3)          | 61–21 |
| 1980–81   | Jack McKinney          | Estados Unidos | Indiana Pacers (1)          | 44–38 |
| 1981–82   | Gene Shue (2)          | Estados Unidos | Washington Bullets (2)      | 43–39 |
| 1982–83   | Don Nelson (1)         | Estados Unidos | Milwaukee Bucks (1)         | 51–31 |
| 1983–84   | Frank Layden           | Estados Unidos | Utah Jazz                   | 45–37 |
| 1984–85   | Don Nelson (2)         | Estados Unidos | Milwaukee Bucks (2)         | 59–23 |
| 1985–86   | Mike Fratello          | Estados Unidos | Atlanta Hawks (4)           | 50–32 |
| 1986–87   | Mike Schuler           | Estados Unidos | Portland Trail Blazers (1)  | 49–33 |
| 1987–88   | Doug Moe               | Estados Unidos | Denver Nuggets (1)          | 54–28 |
| 1988–89   | Cotton Fitzsimmons (2) | Estados Unidos | Phoenix Suns (1)            | 55–27 |
| 1989–90   | Pat Riley (1)          | Estados Unidos | Los Angeles Lakers (2)      | 63–19 |
| 1990–91   | Don Chaney             | Estados Unidos | Houston Rockets (2)         | 52–30 |
| 1991–92   | Don Nelson (3)         | Estados Unidos | Golden State Warriors (2)   | 55–27 |
| 1992–93   | Pat Riley (2)          | Estados Unidos | New York Knicks (2)         | 60–22 |
| 1993–94   | Lenny Wilkens          | Estados Unidos | Atlanta Hawks (5)           | 57–25 |
| 1994–95   | Del Harris             | Estados Unidos | Los Angeles Lakers (3)      | 48–34 |
| 1995–96   | Phil Jackson           | Estados Unidos | Chicago Bulls (3)           | 72–10 |
| 1996–97   | Pat Riley (3)          | Estados Unidos | Miami Heat                  | 61–21 |
| 1997–98   | Larry Bird             | Estados Unidos | Indiana Pacers (2)          | 58–24 |
| 1998–99   | Mike Dunleavy          | Estados Unidos | Portland Trail Blazers (2)  | 35–15 |
| 1999–00   | Doc Rivers             | Estados Unidos | Orlando Magic               | 41–41 |
| 2000–01   | Larry Brown            | Estados Unidos | Philadelphia 76ers (2)      | 56–26 |
| 2001–02   | Rick Carlisle          | Estados Unidos | Detroit Pistons (2)         | 50–32 |
| 2002–03   | Gregg Popovich (1)     | Estados Unidos | San Antonio Spurs (1)       | 60–22 |
| 2003–04   | Hubie Brown (2)        | Estados Unidos | Memphis Grizzlies           | 50–32 |
| 2004–05   | Mike D'Antoni (1)      | Estados Unidos | Phoenix Suns (2)            | 62–20 |
| 2005–06   | Avery Johnson          | Estados Unidos | Dallas Mavericks            | 60–22 |
| 2006–07   | Sam Mitchell           | Estados Unidos | Toronto Raptors (1)         | 47–35 |
| 2007–08   | Byron Scott            | Estados Unidos | New Orleans Hornets         | 56–26 |
| 2008–09   | Mike Brown (1)         | Estados Unidos | Cleveland Cavaliers (2)     | 66–16 |
| 2009–10   | Scott Brooks           | Estados Unidos | Oklahoma City Thunder       | 50-32 |
| 2010–11   | Tom Thibodeau (1)      | Estados Unidos | Chicago Bulls (4)           | 62-20 |
| 2011–12   | Gregg Popovich (2)     | Estados Unidos | San Antonio Spurs (2)       | 50-16 |
| 2012–13   | George Karl            | Estados Unidos | Denver Nuggets (2)          | 57-25 |
| 2013–14   | Gregg Popovich (3)     | Estados Unidos | San Antonio Spurs (3)       | 62-20 |
| 2014–15   | Mike Budenholzer (1)   | Estados Unidos | Atlanta Hawks (6)           | 60-22 |
| 2015–16   | Steve Kerr             | Estados Unidos | Golden State Warriors (3)   | 73–9  |
| 2016-17   | Mike D'Antoni (2)      | Estados Unidos | Houston Rockets (3)         | 55–27 |
| 2017-18   | Dwane Casey            | Estados Unidos | Toronto Raptors (2)         | 59–23 |
| 2018-19   | Mike Budenholzer (2)   | Estados Unidos | Milwaukee Bucks (3)         | 60-22 |
| 2019-20   | Nick Nurse             | Estados Unidos | Toronto Raptors (3)         | 46-18 |
| 2020-21   | Tom Thibodeau (2)      | Estados Unidos | New York Knicks (3)         | 41-31 |
| 2021-22   | Monty Williams         | Estados Unidos | Phoenix Suns (3)            | 64-18 |
| 2022-23   | Mike Brown (2)         | Estados Unidos | Sacramento Kings (3)        | 48-34 |
| 2023-24   | Mark Daigneault        | Estados Unidos | Oklahoma City Thunder (2)   | 57-25 |
| 2024-25   | Kenny Atkinson         | Estados Unidos | Cleveland Cavaliers (3)     | 64-18 |

## Historial
| N.º | Entrenador         |
| --- | ------------------ |
| 3   | Don Nelson         |
| 3   | Gregg Popovich     |
| 3   | Pat Riley          |
| 2   | Hubie Brown        |
| 2   | Mike D'Antoni      |
| 2   | Bill Fitch         |
| 2   | Cotton Fitzsimmons |
| 2   | Gene Shue          |
| 2   | Mike Budenholzer   |
| 2   | Tom Thibodeau      |
| 2   | Mike Brown         |

* En negrita, los entrenadores en activo
- Pat Riley es el entrenador que ha conseguido más premios a mejor entrenador con diferentes equipos (3): Los Angeles Lakers (1989-90), New York Knicks (1992-93) y Miami Heat (1996-97).
- Gregg Popovich es el único que ha ganado 3 premios a mejor entrenador con el mismo equipo (San Antonio Spurs): 2002-03, 2011-12 y 2013-14.